# كلينت روبنسون
كلينت روبنسون (بالإنجليزية: Clint Robinson)‏ هو لاعب كرة قاعدة أمريكي، ولد في 16 فبراير 1985 في جفرسون سيتي في الولايات المتحدة.

## وصلات خارجية
- كلينت روبنسون على موقع دوري كرة القاعدة الرئيسي (الإنجليزية)
- كلينت روبنسون على موقعبيزبول رفرنس.كوم (الدوري الرئيسي) (الإنجليزية)
- كلينت روبنسون على موقعبيزبول رفرنس.كوم (الدوري الثانوي) (الإنجليزية)
- كلينت روبنسون على موقع إي إس بي إن.كوم (أم.أل.بي) (الإنجليزية)
- كلينت روبنسون على موقع مشجعي الرسوم البيانية (الإنجليزية)